# Plaisirs de Paris (film, 1932)
Pour l’article homonyme, voir Plaisirs de Paris (film, 1952).
Pour plus de détails, voir Fiche technique et Distribution.
Plaisirs de Paris est un film français réalisé par Edmond T. Gréville, sorti en 1932.

## Fiche technique
- Titre français : Plaisirs de Paris
- Réalisation : Edmond T. Gréville
- Scénario : Félix Celval[1]
- Décors : Georges Wakhevitch
- Photographie : Goesta Kottula[2]
- Musique : Felix Hupka[3] et Edmond T. Gréville
- Production : Adolphe Osso, Jacob Brodsky
- Société de production : Métropole Film
- Pays d'origine :  France
- Format : Noir et blanc - 35 mm - 1,37:1
- Genre : Comédie
- Durée : 77 minutes
- Date de sortie : France, 12 janvier 1934
- Affiche : René Péron (France)

## Distribution
- Alice Tissot : Amélie Perdrigot
- Jean Dax : Perdrigot
- Monique Rolland : Annie Perdrigot
- Olga Lord : Mitzi
- Marcel Rallay : André Bompard
- Jean De Sevin : le professeur Jouvence
- Jean Arbuleau
- Raymond Blot
- Marcel Maupi
- Odette Talazac
- Renée Beryll